# Neue Galerie (Manhattan)
De Neue Galerie is een museum op Fifth Avenue in New York, in het vroegere kantoor van Cornelius Vanderbilt. Het werd in 2001 opgericht door Ronald Lauder, een van de schatrijke zoons van cosmeticafabrikant Estée Lauder.
In de Neue Galerie is werk te zien van Duitse en Oostenrijkse kunstenaars uit het begin van de 20e eeuw: Symbolisten, expressionisten, Der Blaue Reiter, Die Brücke, Bauhaus.
In 2006 kreeg de Galerie een van de duurstbetaalde schilderijen ter wereld in huis, toen het het portret aankocht van Adèle Bloch-Bauer van Gustav Klimt voor het bedrag van $135 miljoen (€ 107 miljoen). Dit portret is gekend als Woman in Gold.